# Чезара (Италия)
Чезара (итал. Cesara) — коммуна в Италии, располагается в регионе Пьемонт, в провинции Вербано-Кузьо-Оссола.
Население составляет 604 человека (2008 г.), плотность населения составляет 55 чел./км². Занимает площадь 11 км². Почтовый индекс — 28010. Телефонный код — 0323.
Покровителями коммуны почитаются святой Климент, папа Римский, празднование 23 ноября, и святой Апр Тульский.

## Демография
Динамика населения:

## Администрация коммуны
- Официальный сайт: